# ハーディーズ
ハーディーズ・レストランツLLC（英: Hardee's Restaurants LLC）は、CKEレストランツ・ホールディングスが運営するアメリカのファストフードチェーン店。主にアメリカ南部や中西部で展開されている。1960年にノースカロライナ州で設立されて以来、様々な企業を所有して発展した。
1997年4月、カールスジュニアの親会社であるCKEレストランツ・ホールディングスは、モントリオールに拠点を置くイマスコに3億2700万ドルを支払い、ハーディーズを合併した。この合併により、40州と海外10か国に3152店舗を置くハーディーズと、カリフォルニア州を中心に676店舗を置くカールスジュニアの計3828店舗を持つレストランチェーン店が誕生した。2018年6月、当時CKEのCEOであったジェイソン・マーカーは、CKEの際どい広告やマーケティング・キャンペーンは、ハーディーズのようなファミリー向けのチェーン店とは相性が悪いとして、カールスジュニアとハーディーズを別のブランドにすることを発表した。2019年4月、勤続30年のベテランでCKEの国際課の元社長であるネッド・ライアリーがマーカーに代わってCEOに任命された。

## 沿革
1960年9月3日、ウィルバー・ハーディーはノースカロライナ州・グリーンビルに自身の名前を冠したレストランをオープンした。レストランがすぐに軌道に乗ったことを受けて、ハーディーはレストランの拡大や他の店舗のオープンについて検討することを決め、ジェームズ・ガードナーとレオナルド・ロールズに会って議論した。その後まもなく、1961年5月に、ガードナーとロールズによってノースカロライナ州・ロッキーマウントにあるノースチャーチ・ストリート329番地に、チェーン店としては1号店となる最初の直営店がオープンした。この店舗は2007年に取り壊され、跡地にはハーディーズの元会長で退役軍人のジャック・ラファリーにちなんで名付けられた公園が作られた。
ウィルバー・ハーディーによると、ガードナーとロールズはポーカーのゲーム中にハーディーから株式の過半数を勝ち取り、ハーディーは自身の名前を冠した会社に対する支配を失ったことに気づくと、残りの株式も2人に売却したという。しかし、この話はハーディーから株式を買い取り、1961年にフランチャイズを設立し始めたガードナーとロールズの2人によって異議が唱えられている。1975年から1990年までハーディーズのCEOを務めたラファリーは、「レオナルドは比較的少ない資本をもとに経営組織を作り上げた。彼とジム・ガードナーがいなければ、ハーディーズ・フード・システムズは成り立たなかっただろう」と述べた。
ロールズとガードナーが最初のフランチャイズを長年の友人や知人のうち数人に売却すると、彼らは自ら企業を設立し、その後数百以上のフランチャイズ店舗を建設した。ハーディーズ・フード・システムズは1963年にロールズを社長として上場した。副社長となったガードナーは政治的野心を持っており、1966年に下院議員に選出された際に退社した。
1964年のメニューには、ハンバーガー（15セント）、チーズバーガー（20セント）、フライドポテト（10セント）、アップルターンオーバー（15セント）、ミルク（12セント）、コーヒー（10セント）、ソフトドリンク（10セント）、ミルクセーキ（チョコレート・ストロベリー・バニラ、20セント）などがあった。ストロベリーのミルクセーキは、バニラにベリーシロップを加え、スピンドルで混ぜることで作られていた。

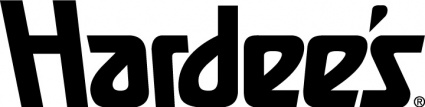
1976年から1999年まで使用されていたハーディーズのロゴ。2018年にマーケティング・キャンペーンの一環として、現在の「ハッピー・スター」のロゴと共に復活した。

1960年代末にはアメリカの中部と南西部で約200店舗のレストランを運営しており、さらに西ドイツで最初の海外店舗をオープンした。同時期にハーディーズはペンシルベニア州南東部、ニュージャージー州南部、デラウェア州などの中部大西洋沿岸地域への展開を開始した。この展開は、フィラデルフィアに拠点を置く食料雑貨店であるアクメ・マーケッツの子会社であるフランチャイジーのハーディー・ノーザン社を通して行われた。
ハーディーズは1972年にサンディーズを買収した。1970年代半ばから後半にかけて、ハーディーズは「ビッグ・ツイン」と「ビッグ・デラックス」という2種類の主力サンドイッチの力で急激な成長を遂げ、高い利益を得た。1970年代後半にハーディーズはユタ州を拠点とするハンバーガーチェーン店のディーズ・ドライブ＝インを買収した。1977年には、長年ハーディーズのフランチャイズを運営したボディ＝ノエル・エンタープライズが所有するバージニアビーチの店舗での試験的な運用を経て、ハーディーズは朝食のメニューや自家製の朝食ビスケットのメニューを全国の店舗で取り入れた。

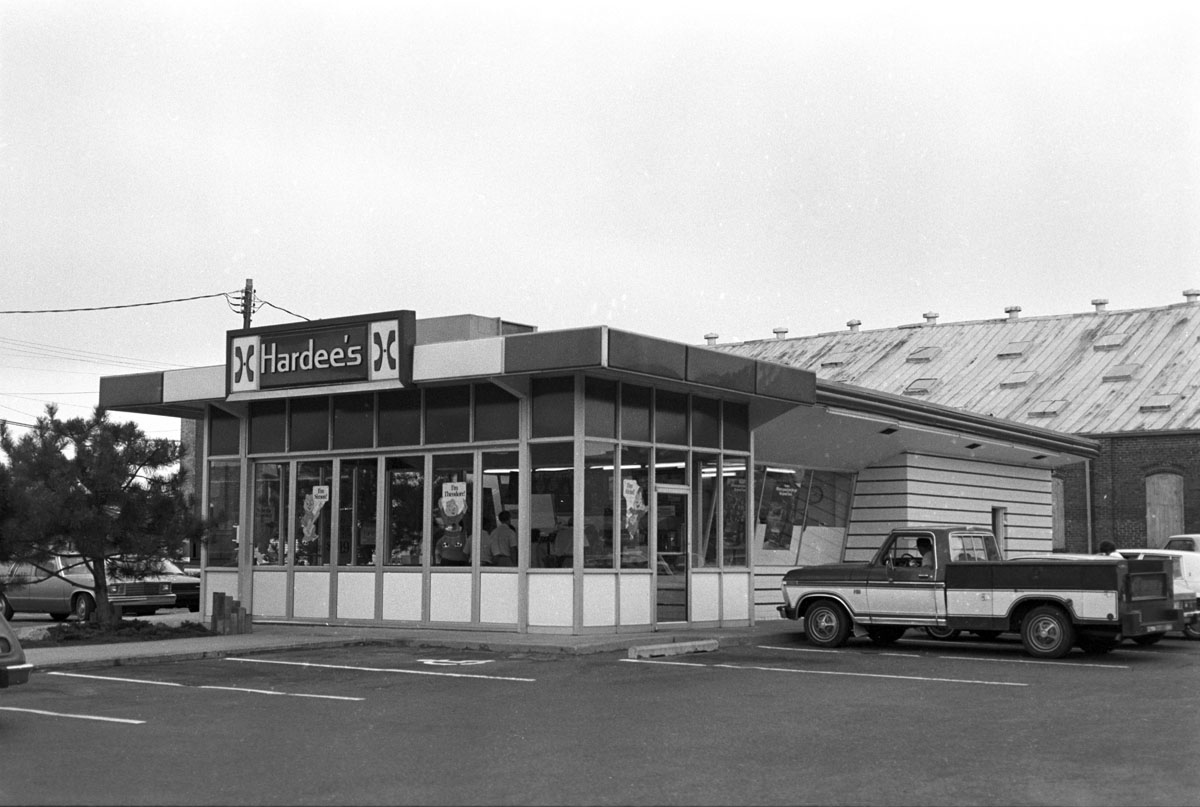
ノースカロライナ州・ロッキーマウントに存在したハーディーズのフランチャイズ1号店（1980年代）

1981年、カナダの企業であるイマスコがハーディーズを買収した。1982年、ゼネラルフーヅはバーガーシェフをイマスコに4400万ドルで売却した。イマスコは多くの店舗をハーディーズの店舗へと転換し、さらに既存のハーディーズの店舗の近隣にあるフランチャイズや店舗を他のブランドへと転換した。ハーディーズや新しい名前のブランドへの転換がされなかった残りの店舗はそのまま閉店した。
1980年代初頭、新しい経営陣はコストの削減を求め、特製ハンバーガーのレシピの変更や、看板メニューだったビッグ・ツインの廃止を行った。ビッグ・デラックスは1990年代も提供が続けられた。
1990年代初頭にロイ・ロジャース・レストランツのファストフードチェーン店を買収してからの数年間、ハーディーズの店舗ではKFCと張り合うことができると期待して、ロイ・ロジャース・レストランツの人気レシピを用いて調理したフライドチキンを販売した。ハーディーズは一時期、ロイ・ロジャースの他にもラックス・ロースト・ビーフも所有しており、ハーディーズの系列店全体でローストビーフ・サンドイッチを販売していた。

### カールスジュニアとの合併とその後
1997年4月、カールスジュニアの親会社であるCKEレストランツ・ホールディングスは、イマスコに3億2700万ドルを支払いハーディーズを合併した。この合併により、40州と海外10か国に3152店舗を置くハーディーズと、カリフォルニア州を中心に676店舗を置くカールスジュニアの計3828店舗を持つレストランチェーン店が誕生した。当初は、規模が大きいハーディーズのチェーン店がカールスジュニアとして全面的にブランド名を変更し、既存のハーディーズの朝食メニューを「ハーディーズ・ブレックファスト」という名前で提供を続けるという計画だった。これは、ハーディーズが大半のファストフードチェーン店とは異なり、朝食の時間帯で売上が良かったことによるものである。さらに、イリノイ州ピオリアやオクラホマシティのハーディーズ店舗のブランド名を試験的にカールスジュニアに変更した。1999年までにCKEはハーディーズのうちハッピー・スターのロゴや一部のランチメニューなどをカールスジュニアのものへと変更したが、ハーディーズの名前や朝食メニューはそのまま残した。一方で、オクラホマシティの店舗はその後もカールスジュニアのブランドを保った。
2001年、ハーディーズの本社はミズーリ州セントルイスへと移転した。2005年、ハーディーズはハンドスクープト・アイスクリーム・シェイク＆モルツを導入した。
2013年9月、ハーディーズがアメリカ北東部へ進出することが発表された。2015年4月、ハーディーズは長年のフランチャイジーであるアメリカーナ・グループと共同で中東に300店舗目のレストランをオープンすることを発表した。
2015年のネーションズ・レストラン・ニュースでは、2011年までのアメリカにおける外食チェーン店の売上のランキングで、ハーディーズは28位、カールスジュニアは37位となり、両店舗の売上を合算すると15位となった。2013年のQSRのランキングではハーディーズは20位、カールスジュニアは24位であり、合算すると14位となった。
2015年7月、ハーディーズは2014年12月にカールスジュニアのレストランで発売されたジ・オールナチュラル・バーガーを提供すると発表した。
2016年3月時点で、CKEはアメリカの44州と海外の37か国、およびアメリカの海外領土に合計で3664店舗のフランチャイズと直営店を運営している。

## 論争・紛争

### バーガーシェフの商標をめぐる論争
2007年1月、ハーディーズはシカゴのリバー・ウェスト・ブランズ社から、バーガーシェフの商標と名称の使用をめぐって米国特許商標庁に異議を申し立てられた。その後まもなく、ハーディーズはバーガーシェフのビッグ・シェフ・サンドイッチをインディアナ州テレホートで試験的に再販売し、その後インディアナ州の他の市場やオハイオ州デイトンでも期間限定で販売した。ビッグ・シェフ・サンドイッチの再販売では、市場での広告においてバーガーシェフの名称とロゴも使用しており、バーガーシェフのファンに中毒性のあるビッグ・シェフを提供すると主張した。2009年4月16日、リバー・ウェスト・ブランズは申し立てを取り下げ、互いに自身の弁護士費用をそれぞれ支払うことに合意した。

### ハービーズとの紛争
カナダのハンバーガーチェーン店であるハービーズとの間で商標に関する紛争が起こったため、ハーディーズのブランド名はカナダでは使用できなくなった。そのため、カナダではCKEレストランツはカールスジュニアのみ営業している。

## 広告

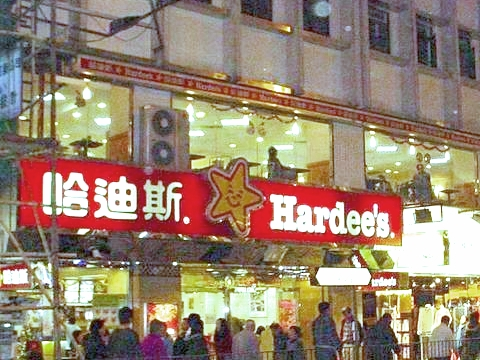
香港のハーディーズ

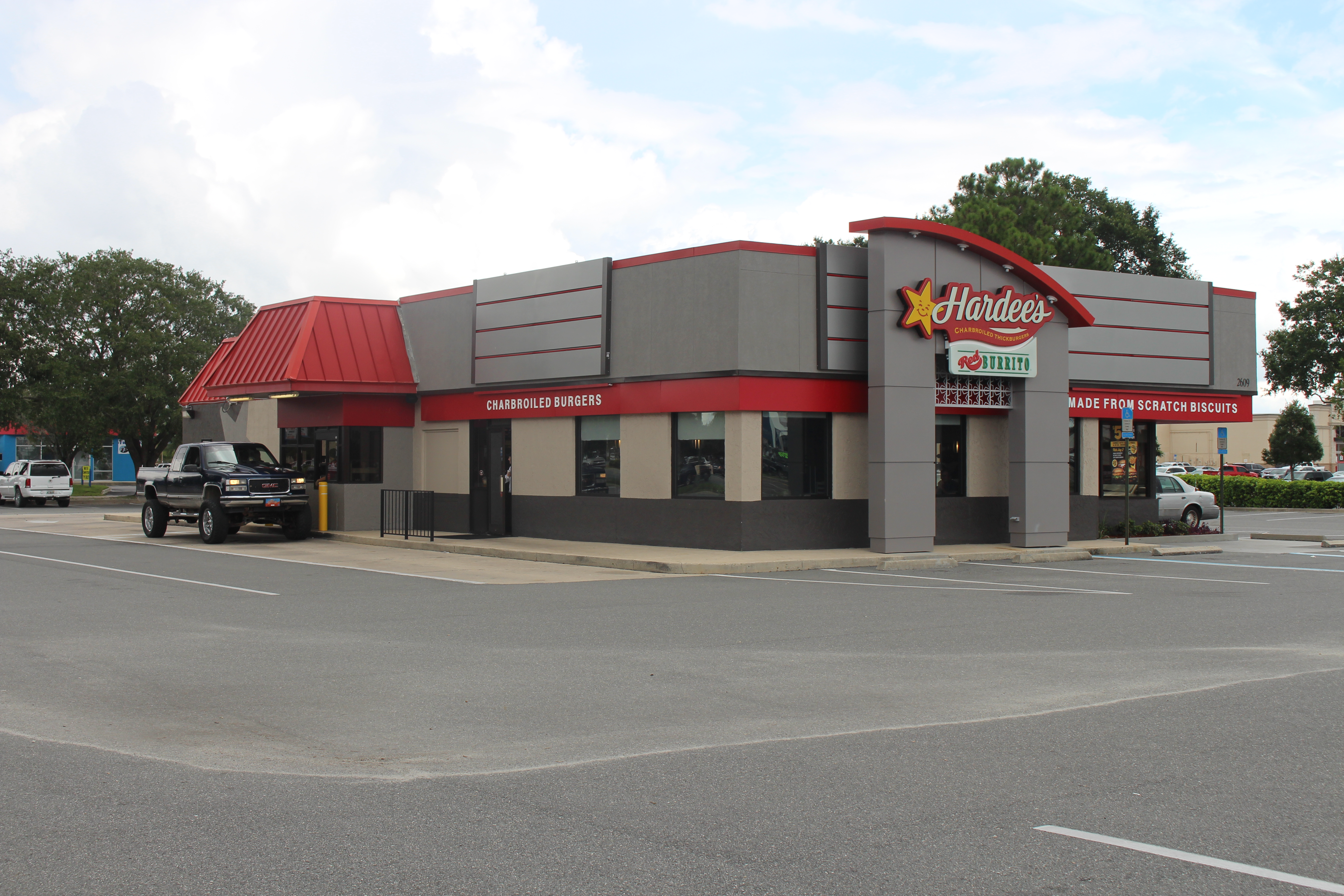
フロリダ州にあるハーディーズ・レッド・ブリート

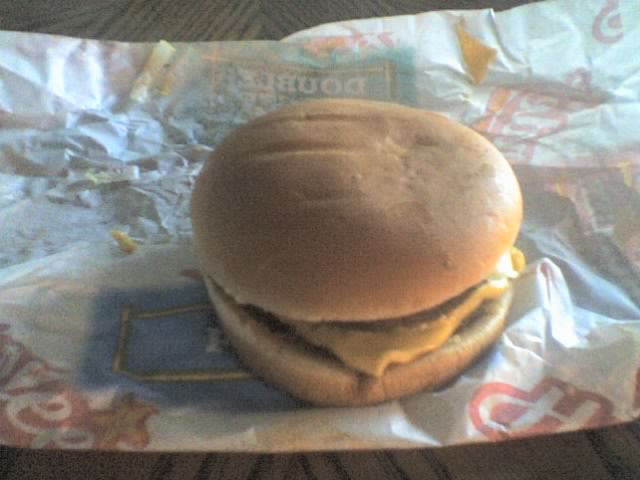
ビッグ・ツイン・ハンバーガー

2006年に公開されたハーディーズの新しいロゴは筆記体の文字を特徴としており、象徴的なハッピー・スターは残したまま、ハーディーズとカールスジュニアのブランドを統一した。ハーディーズは1990年代初頭にスーパーボウルを祝う特別なピンバッジを販売した。

### 広告をめぐる論争
2000年代に行われたハーディーズの広告キャンペーンの一部は性的なニュアンスを含むとして、ペアレンツ・テレビジョン・カウンシルなどの団体から批判された。「More Than a Piece of Meat」というタイトルのキャンペーンでは、肌を露出した女性がハーディーズの商品を食べて性的な満足を得ているように描写された。また、「Name Our Holes」というハーディーズのビスケット・ホールズを宣伝する広告キャンペーンやウェブサイトも存在した。
2015年1月、カールスジュニアはモデルのシャーロット・マッキニーを起用した、新商品のオール・ナチュラル・バーガーを宣伝するウェブ広告を公開し、第49回スーパーボウル中に一部地域で放送した。この広告ではマッキニーがファーマーズマーケットを歩き回っており、マッキニーが「オール・ナチュラル」であることや、マッキニーが裸で、戦略的にマーケットに置かれた商品を持っているというダブル・ミーニングが示唆されており、最後にはマッキニーがビキニを着てオール・ナチュラル・バーガーを食べているシーンが映される。評論家はこの広告を「フェミニズムを40年遅らせる」と提言したが、一方でマッキニーの祖父など、その他の人々はこの広告を楽しんだ。この広告のYouTube動画は、2017年3月にカールスジュニアが非公開化するまでに1300万回以上再生され、高評価数は1万を超えた。

### カール・ハーディ・シニアのキャンペーン
ハーディーズは性的な広告からは距離を置くようになり、2017年3月にはチャールズ・エステンが演じる白髭のキャラクターが登場するコマーシャルを公開した。このキャラクターは「カール・ハーディー・シニア」と呼ばれており、オフィスに戻ってくると、食べ物よりも性的な魅力を重視する「カール・ジュニア」と呼ばれる自身の息子（ドリュー・ターバー）に気付くという構成である。このコマーシャルはCKEの広告における転機となり、CKEは刺激的な広告をやめ、ファイブガイズ、Steak 'n Shake、In-N-Out Burgerなどのライバル企業のように、食べ物に焦点を当てようと考えていた。また、「カール・ハーディー・シニア」は企業のスポークスパーソンとなることを期待されていた。

### Tastes Like America
2018年、CKEはハーディーズとカールスジュニアでは再び別々のキャンペーンを開始することにした。ハーディーズは「Tastes Like America」キャンペーンを開始した。このキャンペーンでは1976年のロゴを復活させ、「Tastes」のaの代わりにハッピー・スターを用いている。また、以前のロゴも引き続き使用されている。

## 国際展開
ハーディーズの海外フランチャイズの多くは中東やパキスタンに位置しており、大半はアメリカーナ・グループが所有・運営している。1980年6月、アメリカーナ・グループはクウェートに中東で初となるハーディーズの店舗をオープンした。2016年時点では、アジアや中東の様々な地域、具体的にはバーレーン、エジプト、イラク、ヨルダン、カザフスタン、クウェート、レバノン、オマーン、パキスタン、カタール、サウジアラビア、アラブ首長国連邦などに300以上のハーディーズの店舗が存在し、イスラエルにもオープンする計画がある。シンガポールでは1984年にハーディーズのフランチャイズが初めてオープンしたが、1988年に最後の3店舗が閉店した。韓国では1990年にハーディーズの店舗がオープンしたが、業績不振のため2004年に撤退した。また、かつては香港にもハーディーズの店舗が存在していたが、アメリカの親会社とのライセンス問題により、2006年に撤退した。特に中東のハーディーズでは、宗教的・文化的信条により、メニューには豚肉を使った商品は存在せず、牛肉はハラール認証を取得している。パキスタンのハーディーズ店舗でも同じメニューが提供されており、2009年にはラホールで最初の店舗がオープンした。2018年時点で、パキスタンにはハーディーズが18店舗存在し、そのうちラホールに6店舗、カラチに4店舗、イスラマバードとラーワルピンディーに2店舗ずつ、ファイサラーバード、ベラ、ペシャーワル、ムルターンに1店舗ずつ存在する。2014年には、イラクのアルビールに店舗をオープンした。
ケニアのナイロビにあるジョモ・ケニヤッタ国際空港にもハーディーズの店舗が存在する。